# الازحكي (إب)

تعديل مصدري - تعديل

الازحكي محلة تابعة لقرية ذى صيلة، التابعة لعزلة ميتم بمديرية إب إحدى مديريات محافظة إب في الجمهورية اليمنية.، بلغ تعداد سكانها 45 حسب تعداد اليمن لعام 2004.